# Get Your Sting and Blackout World Tour
Get Your Sting and Blackout World Tour bylo světové koncertní turné německé hard rockové skupiny Scorpions. Při turné skupina propaguje svou desku Sting in the Tail z roku 2010. Turné skupina zahájila 15. března 2010 v Praze, poté následovaly koncerty po Evropě, následně Severní, poté Jižní Americe, poté znovu Evropě, jeden koncert v Asii a znovu v Evropě. Při tomto turné skupina vystoupila třikrát i v Česku, mimo Prahy 15. března 2010, ještě v Ostravě 22. dubna 2010 a znovu v Ostravě 3. června 2011.

## Sestava

### Scorpions
- Klaus Meine – zpěv
- Matthias Jabs – sólová kytara, doprovodný zpěv
- Rudolf Schenker – rytmická kytara, doprovodný zpěv
- Paweł Mąciwoda – basová kytara, doprovodný zpěv
- James Kottak – bicí, perkuse, doprovodný zpěv

### Nepravidelní hosté
- 19. června 2010 – Vince Neil v „Another Piece of Meat“
- 24. července 2010 – Michael Schenker v „Another Piece of Meat“ a Herman Rarebell v „No One Like You“
- 4. srpna 2010 – Jeff Keith a Stephen Pearcy v „Rock You Like a Hurricane“ a Warren DeMartini a Bobby Blotzer v „No One Like You“
- 21. srpna 2010 – Michael Schenker v „Another Piece of Meat“ a Carmine Appice v „No One Like You“
- 11. září 2010 – Andreas Kisser v „Rock You Like a Hurricane“
- 21. listopadu 2010 – Herman Rarebell v „No One Like You“
- 22. července 2011 – Tarja Turunen v „The Good Die Young“
- 2. června 2012 – Uli Jon Roth v „We'll Burn the Sky“